# Rouzerville
Rouzerville és una concentració de població designada pel cens dels Estats Units a l'estat de Pennsilvània. Segons el cens del 2000 tenia 862 habitants.

## Demografia
Segons el cens del 2000, Rouzerville tenia 862 habitants, 367 habitatges, i 258 famílies. La densitat de població era de 512 habitants/km².
Dels 367 habitatges en un 30,5% hi vivien nens de menys de 18 anys, en un 56,9% hi vivien parelles casades, en un 8,4% dones solteres, i en un 29,7% no eren unitats familiars. En el 26,7% dels habitatges hi vivien persones soles el 12,8% de les quals corresponia a persones de 65 anys o més que vivien soles. El nombre mitjà de persones vivint en cada habitatge era de 2,35 i el nombre mitjà de persones que vivien en cada família era de 2,81.
Per edats la població es repartia de la següent manera: un 21,2% tenia menys de 18 anys, un 7,1% entre 18 i 24, un 31,2% entre 25 i 44, un 24,5% de 45 a 60 i un 16% 65 anys o més.
L'edat mediana era de 39 anys. Per cada 100 dones de 18 o més anys hi havia 95,1 homes.
La renda mediana per habitatge era de 27.031 $ i la renda mediana per família de 40.741 $. Els homes tenien una renda mediana de 31.308 $ mentre que les dones 20.647 $. La renda per capita de la població era de 17.467 $. Entorn del 9,6% de les famílies i el 16,2% de la població estaven per davall del llindar de pobresa.

## Poblacions més properes
El següent diagrama mostra les poblacions més properes.